# توشيو هوسوكاوا
توشيو هوسوكاوا (باليابانية: 細川俊夫 ) (و. 1955  م) هو ملحن، ومعلم موسيقى، وموسيقي ياباني، ولد في هيروشيما.

## التعليم
تعلم في جامعة برلين للفنون.

## جوائز
حصل على جوائز منها:
- الميدالية بنفسجية الشريط  [لغات أخرى]‏ (2012)
- جائزة مدينة دويسبورغ للموسيقى [الإنجليزية]‏ (1998)
- جائزة كيوتو.

## روابط خارجية
- توشيو هوسوكاوا على موقع IMDb (الإنجليزية)
- توشيو هوسوكاوا على موقع مونزينجر (الألمانية)
- توشيو هوسوكاوا على موقع ميوزك برينز (الإنجليزية)
- توشيو هوسوكاوا على موقع أول ميوزيك (الإنجليزية)
- توشيو هوسوكاوا على موقع ديسكوغز (الإنجليزية)
- توشيو هوسوكاوا على موقع قاعدة بيانات الفيلم (الإنجليزية)